# Сельское поселение Каменное
Се́льское поселе́ние Каменное — муниципальное образование в Октябрьском районе Ханты-Мансийского автономного округа Российской Федерации.
Административный центр — село Каменное.

## История
Статус и границы сельского поселения установлены Законом Ханты-Мансийского автономного округа - Югры от 25 ноября 2004 года № 63-оз «О статусе и границах муниципальных образований Ханты-Мансийского автономного округа - Югры»

## Население
| 2010 | 2012 | 2013 | 2014 | 2015 | 2016 | 2017 |
| ---- | ---- | ---- | ---- | ---- | ---- | ---- |
| 717  | ↘701 | ↘683 | ↘670 | ↘652 | ↘642 | ↘632 |
| 2018 | 2019 | 2020 | 2021 |      |      |      |
| ↘617 | ↘598 | ↗611 | ↗680 |      |      |      |

## Состав сельского поселения
| № | Населённый пункт | Тип населённого пункта       | Население |
| - | ---------------- | ---------------------------- | --------- |
| 1 | Каменное         | село, административный центр | ↘318      |
| 2 | Пальяново        | село                         | 399       |